# Symplocodes impar
Symplocodes impar är en kackerlacksart som beskrevs av Bei-Bienko 1969. Symplocodes impar ingår i släktet Symplocodes och familjen småkackerlackor. Inga underarter finns listade i Catalogue of Life.